# Rendaku
Le rendaku (連濁, voisement successif) est un phénomène morphologique du japonais qui consiste à voiser la consonne initiale des composants non initiaux des mots composés ou préfixés. Le rendaku est un phénomène fréquent mais imprévisible en japonais moderne. Il est aussi connu sous le nom de voisement séquentiel.
On peut constater le rendaku dans les exemples suivants : 
- [hito] + [hito] > [hitobito] (« personne » + « personne » → « les gens ») ;
- [te] + [kami] > [tegami] (« main » + « papier » → « lettre » [message]).

Si le rendaku était purement phonologique, ses occurrences seraient systématiques et prédictibles par un ensemble de règles phonologiques. Mais le rendaku est aussi de nature morphologique, puisqu'il ne s'applique qu'à la limite entre deux groupes de morphèmes. Le rendaku ne s'applique d'ailleurs pas dans tous les cas où on s'y attendrait, certains exemples montrant même qu'il n'y a parfois aucune autre règle que l'usage habituel.

## Propriétés qui empêchent lerendaku
Les recherches concernant le champ d'application du rendaku se sont surtout limitées aux cas où il ne s'applique pas.

### Loi de Lyman
Les conditions les plus connues qui empêchent le rendaku sont connues sous le nom de « loi de Lyman » (bien que le phénomène fut à l'origine découvert par Motoori Norinaga au XVIIIe siècle), qui conclut que le rendaku ne s'applique pas si la seconde consonne du second élément est une obstruante voisée. Cette règle fut généralisée pour affirmer que si le second élément contient une obstruante voisée, où qu'elle soit, alors le rendaku ne s'applique pas. Cette loi est considérée comme l'une des règles fondamentales du rendaku.
- [Yama] + [kaji] > [yamakaji], et non *[yamagaji] (« montagne » + « incendie » > « feu de forêt »).
- [Hitori] + [tabi] > [hitoritabi], et non *[hitoridabi] (« une personne » + « voyage » > « seul »).
- [Tsuno] + [tokage] > [tsunotokage], et non *[tsunodokage] (« corne » + « lézard » > « lézard à corne »).

### Propriétés lexicales
De manière similaire à la loi de Lyman, on a découvert que pour certains lexèmes, le rendaku ne se manifeste pas s'il y a une consonne obstruante voisée près de la limite morphémique, que la consonne se situe avant ou après la limite.
Certains lexèmes tendent à résister au rendaku quelles que soient leurs conditions, d'autres tendent à l'accepter.
Le rendaku se manifeste aussi dans les mots sino-japonais (mots japonais d'origine chinoise), mais assez rarement. Cela dépend du degré de lexicalisation du terme.
- [Kabushiki] + [kaisha] > [kabushikigaisha] (« stock » + « société » > « corporation »).

### Propriétés sémantiques
Le rendaku tend aussi à ne pas se manifester dans les composés signifiant « A et B » (appelés dvandvas).
- [Yama] + [kawa] > [yamakawa] > « montagnes et rivières ».

- À comparer avec [yama] + [kawa] > [yamagawa] > « rivière de montagne ».

### Contraintes multiples (d'embranchement)
Enfin, le rendaku est aussi bloqué par ce qu'on appelle les contraintes d'embranchement. Le phénomène est effectivement bloqué au sein du second élément d'un composé non initial.
- [Mon] + ([shiro + chō]) > [monshirochō], et non *[monjirochō] (« marque familiale » + {« blanc » + « papillon »} > « papillon du chou »).

Mais :
- ([O] + [shiro]) + [washi] > [ojirowashi] ({« queue » + « blanc »} + « aigle » > « aigle à queue blanche »)

## Pour aller plus loin
Malgré le nombre important de règles formulées ci-dessus pour expliquer les occurrences du rendaku, il existe encore de nombreux mots où celui-ci est imprédictible. Certains cas sont liés à des propriétés lexicales, comme énoncé précédemment, mais d'autres obéissent à des lois qui restent à découvrir. Par conséquent, le rendaku reste partiellement aléatoire, allant même jusqu'à poser des problèmes aux Japonais natifs, surtout dans les noms propres, où le rendaku se montre assez capricieux. Un certain nombre de noms sont écrits de manière identique mais appliquent ou non le rendaku, selon les personnes ; par exemple, 中田 peut être lu de nombreuses manières, dont « Nakata » et « Nakada ».

### Autres exemples
On peut trouver des exemples en japonais qui tendent à prouver qu'il n'existe pas de système complet de règles pour déterminer l'utilisation ou non du rendaku.
En particulier, les deux particules pour compter, 回 et 階, se prononcent kai (かい) exactement de la même façon, mais on dit :
- Sangai (三階/さんがい?) : utilisation du rendaku ;
- Sankai (三回/さんかい?) : pas de rendaku.

Cet exemple montre que l'utilisation ou non du rendaku est un problème au cas par cas, déterminé au moins autant par l'usage que par un ensemble de règles bien établies.